# 계약 결혼
"계약 결혼"은 한국에서 제작된 장일호 감독의 1965년 영화이다. 김승호 등이 주연으로 출연하였고 홍성칠 등이 제작에 참여하였다.

## 출연

### 주연
- 김승호
- 문정숙
- 황정순

## 기타
- 원작자: 임희재
- 조명: 김연
- 미술: 홍성칠